# Késely Ajna
Késely Ajna Evelin (Budapest, 2001. szeptember 10. –) magyar olimpikon úszónő, Európa-bajnok, háromszoros ifjúsági olimpiai bajnok, junior világ- és Európa-bajnok.

## Sportpályafutása
2014-ben tizenhétszer úszott korosztályos magyar csúcsot.
Az év végén, Katarban, Dohában megrendezett rövid pályás úszó-világbajnokságon mind a négy úszásnemben amelyben elindult, korosztályos magyar rekordot állított fel.
Első felnőtt országos bajnokságán, amelyet Debrecenben rendeztek meg, két aranyérmet, két ezüstérmet és egy bronzérmet szerzett váltószámokban, valamint egy bronzérmet egyéni számában, a 200 méteres gyorsúszásban.
2015-ben grúziai Tbilisziben megrendezett 13. Nyári Európai Ifjúsági Olimpiai Fesztivál (EYOF) úszó versenyein remekül szerepelt, az alábbi versenyszámokban lett helyezett:
- 200 m gyors:  Arany 2:01,84
- 400 m gyors:  Arany 4:15,65
- 800 m gyors:  Arany 8:44,72 (100 m: 1:02,34; 200 m: 2:07,74; 300 m: 3:13,69; 400 m: 4:20,05; 500 m: 5:26,45, 600 m: 6:33,50; 700 m: 7:40.2)[5]
- 200 m pillangó:  Arany 2:15,04 (50 m: 30,61; 100 m: 1:04,66; 150 m: 1:39,22)[6]
- 100 m gyors:  Ezüst 0:57,18

A lengyelországi Gorzówban megrendezett négy ország utánpótlás versenyén remekül szerepelt, az alábbi versenyszámokban első helyezett lett:
- 400 m gyors:  Arany
- 800 m gyors:  Arany
- 200 m hát:  Arany
- 100 m pillangó:  Arany
- 200 m pillangó:  Arany
- 4 × 100 m gyorsváltó:  Arany
- 4 × 200 m gyorsváltó:  Arany
- 4 × 100 m vegyes váltó:  Arany

2016-ban a Londonban megrendezésre került úszó Európa-bajnokságon az alábbi számokban állt rajthoz:
- 100 m gyors: 56,35 (50 m:27,26) előfutam, a 44. legjobb idővel nem jutott tovább az elődöntőbe (2016. május 17.)[8]
- 200 m gyors:
  - 1:59,93 (50 m:29,08; 100 m:59,41; 150 m:1:29,66) előfutam, a 10. legjobb idővel jutott tovább az elődöntőbe (2016. május 20.)[9]
  - 1:58,69 (50 m:28,04; 100 m:58,17; 150 m:1:28,47) elődöntő, a 7. legjobb idővel jutott tovább a döntőbe (2016. május 20.)[10]
  - 1:58,24 (50 m:28,24; 100 m:57,96; 150 m:1:28,02) döntő, 6. helyezés (2016. május 21.)[11]
- 400 m gyors: 4:13,13; előfutam, a 10. legjobb idővel nem jutott tovább az elődöntőbe (2016. május 22.)[12]
- 800 m gyors: 8:38,02; előfutam, a 9. legjobb idővel nem jutott tovább a döntőbe (2016. május 18.)[13]
- 4×200 m gyorsváltó: 7:57,94 (az ő 200 méteres ideje: 1:58,96) előfutam, a váltó a 2. legjobb idővel jutott tovább a döntőbe, ahol Késely Ajna már nem úszott (2016. május 19.)[14]

A 2017-es budapesti világbajnokságon 400 méteres gyorsúszásban 6., 1500 méteres gyorsúszásban a 8. helyen végzett. Az Indianapolisban rendezett junior-világbajnokságon 800 méteres gyorsúszásban ezüstérmet szerzett, 400 méter gyorson pedig világbajnok lett. A Netánjában rendezett junior úszó-Európa-bajnokságot hat Eb-arannyal zárta.
A 2018. júliusi Helsinkiben rendezett junior-Európa-bajnokságon aranyérmes lett 400, 800 és 1500 méteres gyorsúszásban, 400 méter vegyesúszásban, a 4x200-as gyorsváltó tagjaként pedig megvédte az egy évvel korábban szerzett címét, ezzel a magyar küldöttség legeredményesebbje volt a versenyen. A 2018-as úszó-Európa-bajnokságon 800 méteres gyorsúszásban ezüstérmet szerzett, ezzel megszerezte első érmét felnőtt világversenyen. Ez az érem volt továbbá a magyar küldöttség első érme az Európa-bajnokságon. 1500 méter gyorson bronzérmet szerzett.
A Buenos Airesben rendezett ifjúsági olimpián 200, 400 és 800 méteres gyorsúszásban aranyérmes lett. Az Európai Olimpiai Bizottság tagjainak szavazata alapján 2018-ban az év második legjobb ifjúsági korú lány versenyzője lett.
2019 januárjában Az Emberi Erőforrások Minisztériuma a 2018-as év legjobb utánpótláskorú sportolójának választotta a hagyományos Héraklész-gálán. A 2019-es magyar úszóbajnokságon 400, 800 és 1500 méteres gyorsúszásban is aranyérmet szerzett és ezzel kvalifikálta magát a nyári világbajnokságra. Májusban az újonnan kiírt Nemzetközi Úszó Liga versenyei során Hosszú Katinka csapatában, a Team Ironban indult. A Kvangdzsuban rendezett világbajnokságon 400 méter gyorsúszásban új országos csúccsal 4., 1500 méteres gyorsúszásban 6. lett. Az év végén Glasgow-ban rendezett rövid pályás Európa-bajnokságon 800 méteres gyorsúszásban ezüstérmes, 400 méteres gyorsúszásban pedig bronzérmes lett.
2021-ben a Budapesten rendezett Európa-bajnokságon 800 méteres gyorsúszásban a 4. helyen végzett. A tokiói olimpián 400 méteres gyorsúszásban nem jutott döntőbe, összesítésben 9. lett. 1500 méteres gyorsúszásban 9. helyen végzett. A 4 × 200-as gyorsváltóval (Kapás Boglárka, Jakabos Zsuzsanna, Veres Laura, Verrasztó Evelyn) a 7. helyen zárt. 800 méteres gyorsúszásban nem jutott döntőbe, összesítésben a 13. helyen végzett.
Az olimpia után Bernek Péter vette át az edzéseinek az irányítását. 2022 januárjától a BVSC versenyzője lett. 2023-tól Kovács Ottó lett az edzője.
2024. június 18-án, 8:29,96-os eredménnyel Európa-bajnok lett 800 méteren.
A párizsi olimpián 400 méteres gyorsúszásban nem jutott döntőbe, a 13. helyen végzett. A 4 × 200 méteres gyorsváltó (Ábrahám Minna, Pádár Nikolett, Ugrai Panna) tagjaként döntőbe jutott, ahol a 6. helyet szerezte meg a magyar csapat. 800 méteres gyorsúszásban nem jutott döntőbe, összesítésben a 13. helyen végzett.

### Országos Gyermek Bajnokság
- 100 m hát:  Arany
- 200 m hát:  Arany
- 400 m vegyes:  Arany

## Magyar bajnokság

### 50 méteres medence
| 50 méter                     | 2014 | 2015 | 2016 | 2017 | 2018 | 2019 | 2020 | 2021 | 2022 | 2023 | 2024 |
| ---------------------------- | ---- | ---- | ---- | ---- | ---- | ---- | ---- | ---- | ---- | ---- | ---- |
| 100 m gyors                  |      | 3.   | 3.   |      | 3.   |      | 3.   |      |      | 7.   |      |
| 200 m gyors                  | 3.   | 2.   | 3.   | 2.   | 1.   | 2.   | 1.   |      | 2.   | 2.   | 4.   |
| 400 m gyors                  |      |      | 3.   | 1.   | 1.   | 1.   | 1.   | 2.   | 1.   | 1.   | 1.   |
| 800 m gyors                  |      |      | 4.   | 2.   | 2.   | 1.   | 1.   | 1.   | 1.   | 1.   | 2.   |
| 1500 m gyors                 |      |      |      | 2.   | 1.   | 1.   | 1.   | 2.   | 1.   |      | 3.   |
| 200 m pillangó               |      |      |      | 5.   | 6.   |      | 2.   | 4.   |      |      |      |
| 400 m vegyes                 |      |      |      |      | 2.   |      |      |      |      |      |      |
| 4 × 100 m gyorsváltó         | 3.   |      |      |      |      | 3.   |      | 5.   | 4.   | 5.   | 5.   |
| 4 × 200 m gyorsváltó         | 2.   | 2.   | 2.   | 2.   | 4.   | 2.   |      | 4.   | 4.   | 3.   | 2.   |
| 4 × 100 m vegyes váltó       | 2.   |      | 6.   |      |      |      |      |      | 3.   | 3.   | 5.   |
| 4 × 100 m gyorsváltó (mix)   | 1.   |      | 2.   |      | 6.   |      |      | 5.   | 1.   | 1.   | 2.   |
| 4 × 100 m vegyes váltó (mix) | 1.   | 1.   |      |      |      | 4.   |      |      |      |      |      |

## Időeredményei

### 50 méteres medence
- 200 m gyors:

1:57,86 – 2017. április 22., Debrecen, 2017-es magyar úszóbajnokság-döntő, Ezüst
2:01,58 – 2015. június 30., Győr, 2015-ös magyar úszóbajnokság – döntő  Ezüst
2:02,70 – 2014. július 19., Debrecen, 2014-es magyar úszóbajnokság – döntő  Bronz
2:04,71 – 2014. május, Moszkva, Oroszország
- 400 m gyors:

4:06,64 – 2017. április 20., Debrecen, 2017-es magyar úszóbajnokság-döntő, arany
4:15,65 – 2015. július 31., Tbiliszi, 13. Nyári Európai Ifjúsági Olimpiai Fesztivál (EYOF) – döntő  Arany
- 800 m gyors:

8:44,72 – 2015. július 28., Tbiliszi, 13. Nyári Európai Ifjúsági Olimpiai Fesztivál (EYOF) – döntő  Arany (100 m: 1:02,34; 200 m: 2:07,74; 300 m: 3:13,69; 400 m: 4:20,05; 500 m: 5:26,45, 600 m: 6:33,50; 700 m: 7:40.2
- 200 m pillangó:

2:15,04 – 2015. július 27., Tbiliszi, 13. Nyári Európai Ifjúsági Olimpiai Fesztivál (EYOF) – döntő Arany (50 m: 30,61; 100 m: 1:04,66; 150 m: 1:39,22)
- 200 m gyors:

2:01,84– 2015. július 29., Tbiliszi, 13. Nyári Európai Ifjúsági Olimpiai Fesztivál (EYOF) – döntő  Arany
- 100 m gyors – 2015. július 31., Tbiliszi, 13. Nyári Európai Ifjúsági Olimpiai Fesztivál (EYOF) – döntő  Ezüst
- 100 m hát:

1:05,02
- 200 m hát:

2:15,78 – 2015. június 14., Róma (Olaszország), 52. Sette Colli nemzetközi úszóverseny – döntő, 5. helyezés (50 m: 32,37; 100 m: 1:06,98; 150 m: 1:41,21)
2:19,35 – 2014. május, Moszkva (Oroszország)
- 400 m vegyes:

5:06,73 – 2014. május, Moszkva (Oroszország)

### 25 méteres medence
- 50 m gyors:

26,39 – 2014. november 8., Százhalombatta, XI. Nyílt Országos Rövidpályás Bajnokság – országos évjáratos csúcs!
- 100 m gyors:

56,55 – 2014. november 8., Százhalombatta, XI. Nyílt Országos Rövidpályás Bajnokság (50 m: 27,40)
- 200 m hát:

2:12,62 – 2014. november 8., Százhalombatta, XI. Nyílt Országos Rövidpályás Bajnokság (50 m: 31,11; 100 m: 1:04,51; 150 m: 1:38,87) – országos évjáratos csúcs!

## Rekordjai
400 m gyors
- 4:03,57 (2018. augusztus 9., Glasgow) junior Európa-csúcs[48]
- 4:01,31 (2019. július 21., Kvangdzsu) országos csúcs[49]

800 m gyors
- 8:21,91 (2018. augusztus 4., Glasgow) junior Európa-csúcs[50]

1500 m gyors, rövid pálya
- 16:04,13 (2019. december 14., Kaposvár) országos csúcs[51]
- 15:55,69 (2021. november 14., Kaposvár) országos csúcs[52]
- 15:51,34 (2023. december 8., Otopeni) országos csúcs[53]

## Díjai, elismerései
- Az év utánpótlás korú sportolója választás, második helyezett (2016)[54]
- MOB Nők Sportjáért junior díj (2017)[55]
- Az év magyar utánpótláskorú sportolója (Héraklész) (2017)[56]